# Мухоїд-білозір
Мухоїд-білозі́р (Myiotriccus ornatus) — вид горобцеподібних птахів родини тиранових (Tyrannidae). Мешкає в Андах. Це єдиний представник монотипового роду Мухоїд-білозір (Myiotriccus).

## Опис

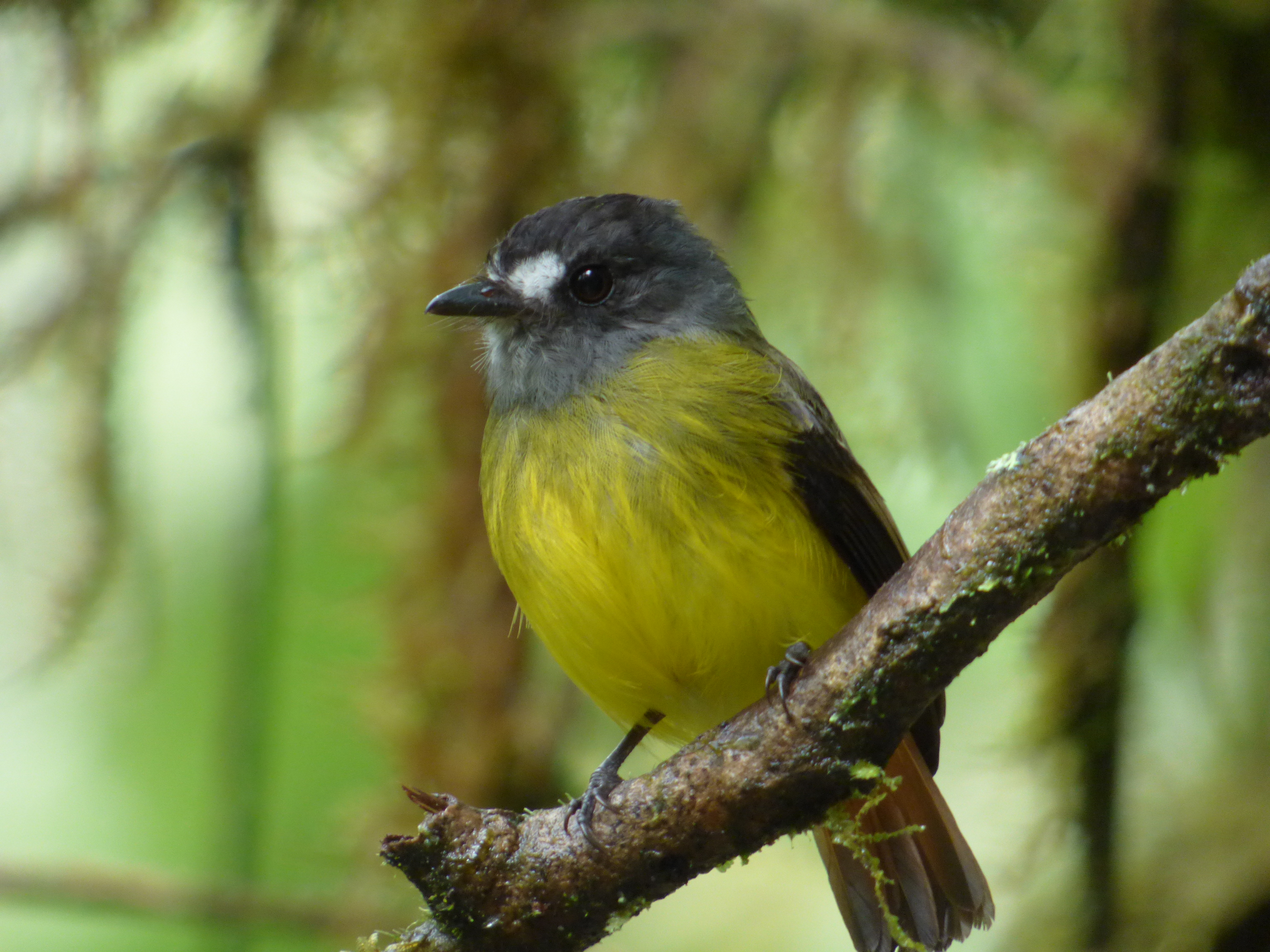
Мухоїд-білозір (Колумбія)

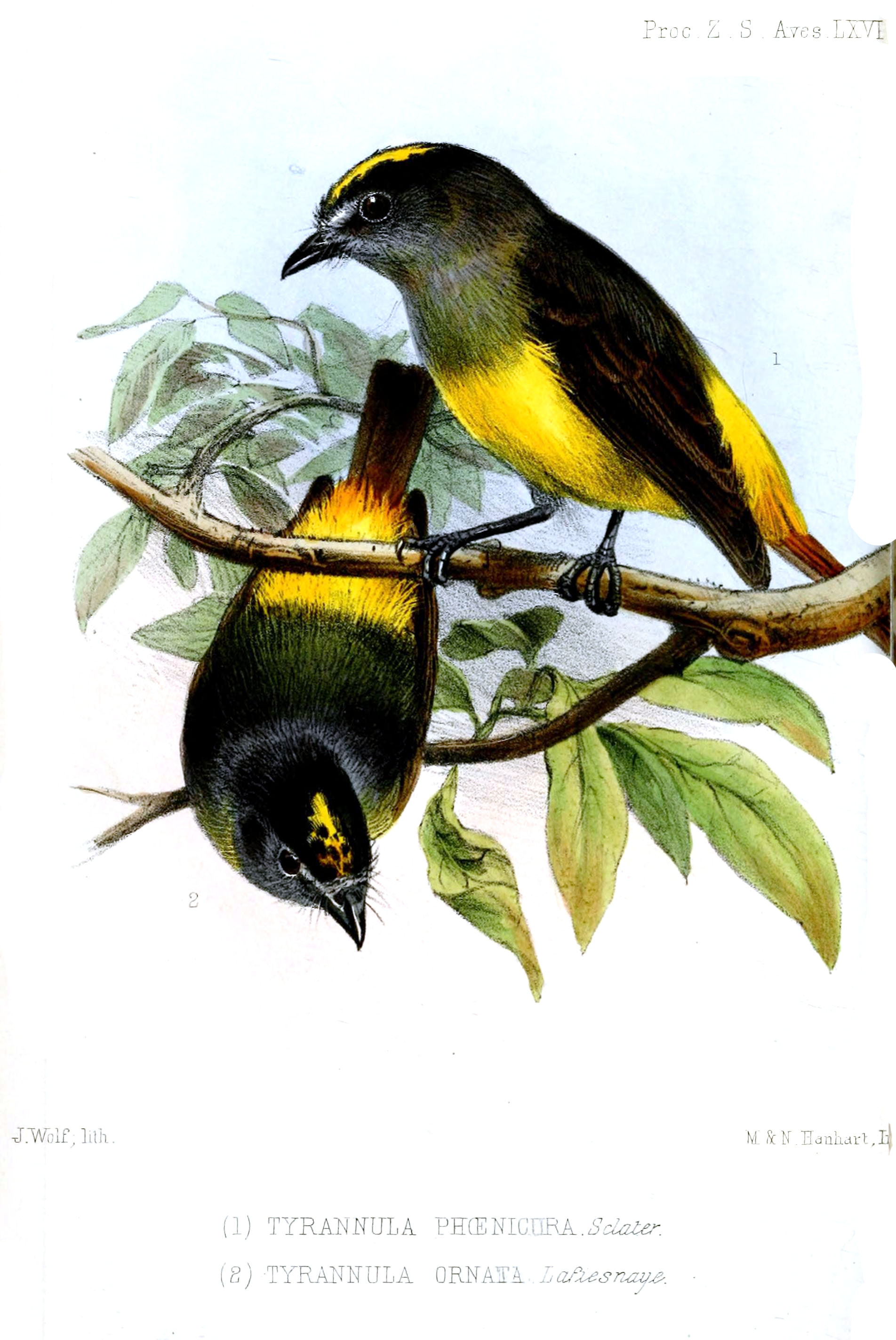
Мухоїди-білозори

Довжина птаха становить 11012 см, вага 8-13 г. Голова і горло сірі, обличчя і тім'я чорнувато-сірі, перед очима помітні білі плями, на тімені малопомітна жовта смуга. Верхня частина тіла темно-оливкова, надхвістя скраво-жовте. Груди оликові, живіт яскраво-жовтий. Забарвлення хвоста різниться в залежності від підвиду: у представників номінативного підвиду від темно-коричневий, біля основи рудий, у птахів з західних схилів Анд біля основи він жовтий, а у птахів зі східних схилів Анд від повністю рудий.

## Підвиди
Виділяють чотири підвидів:
- M. o. ornatus (Lafresnaye, 1853) — Центральний і Східний хребти Колумбійських Анд;
- M. o. stellatus (Cabanis, 1873) — Західний хребет Колумбійських Анд і захід Еквадорських Анд (на південь до Ель-Оро);
- M. o. phoenicurus (Sclater, PL, 1855) — східні схили Анд на південному заході Колумбії (на південь від західної Какети), в Еквадорі і Перу (на південь до Мараньйону);
- M. o. aureiventris (Sclater, PL, 1874) — східні схили Анд на південному сході Перу (від Уануко до Пуно).

Деякі дослідники виділяють підвиди M. o. phoenicurus і M. o. aureiventris у окремий вид Myiotriccus phoenicurus.

## Поширення і екологія
Мухоїди-білозори мешкають в Колумбії, Еквадорі і Перу. Вони живуть у вологих гірських і рівнинних тропічних лісах. Зустрічаються парами, на висоті від 300 до 2000 м над рівнем моря. Живляться комахами, на яких чатують, сидячи на гілці на краю галявини або поблизу води.